# Roger Mills County
Roger Mills County ist eine Verwaltungseinheit im Bundesstaat Oklahoma der Vereinigten Staaten. Die Bevölkerungszahl beträgt 3.436 und der Verwaltungssitz (County Seat) ist der Ort Cheyenne. Das U.S. Census Bureau hat bei der Volkszählung 2020 eine Einwohnerzahl von 3.442 ermittelt.

## Geschichte

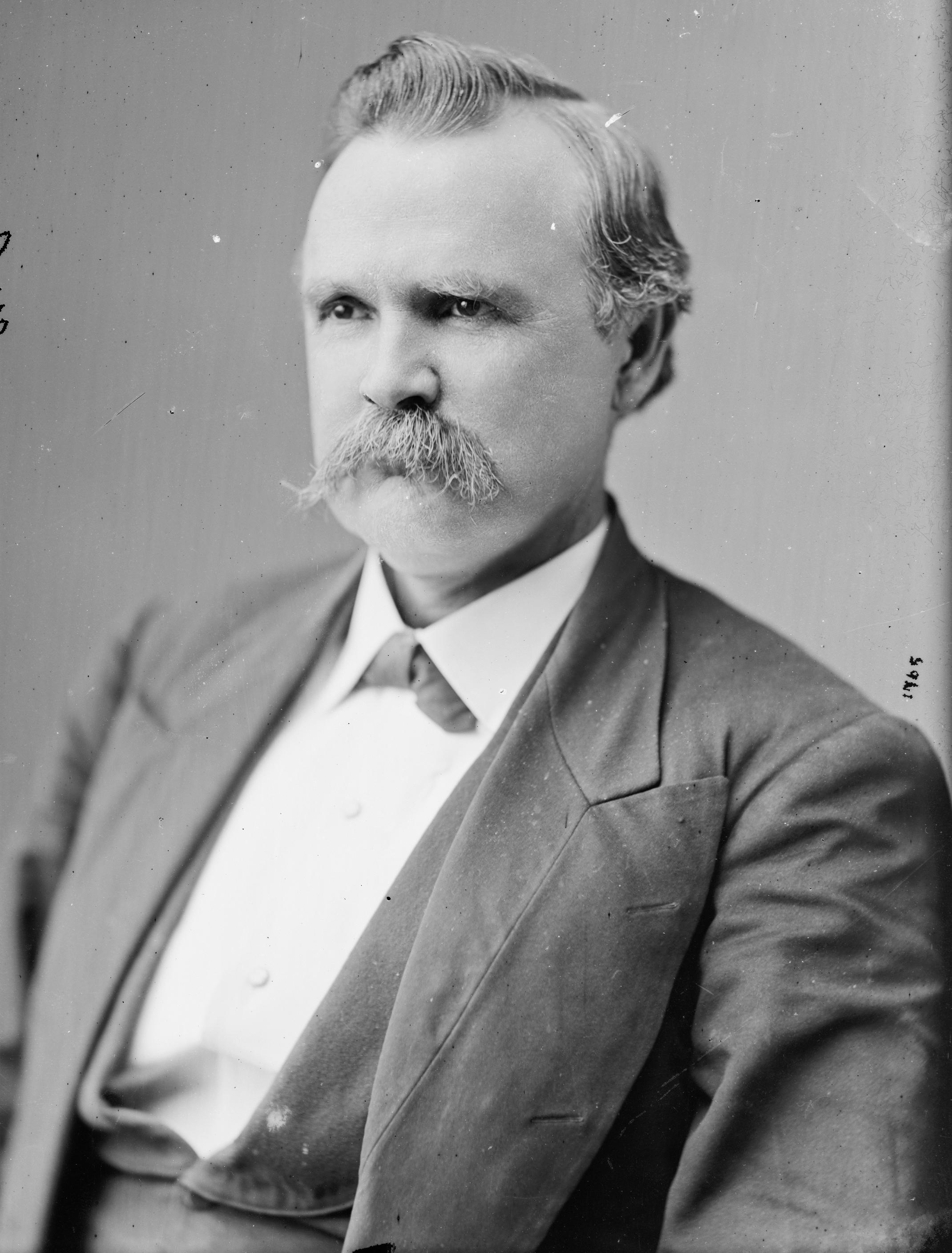
Roger Q. Mills

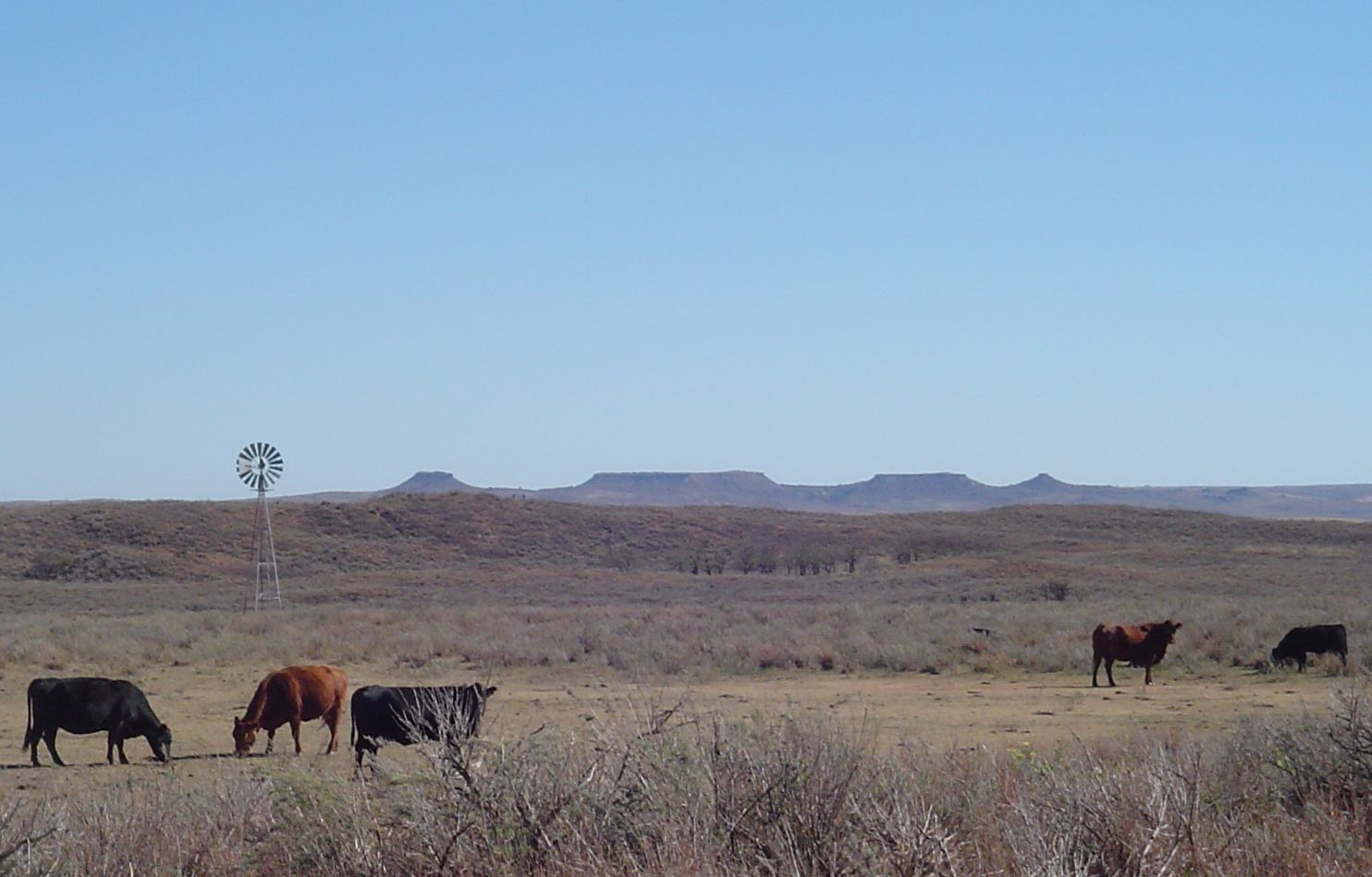
Die Antelope Hills

Roger Mills County wurde nach Roger Q. Mills benannt, einem prominenten Politiker aus Texas, der den Bundesstaat in beiden Kammern des US-Kongresses vertrat. Die Bezirkshauptstadt Cheyenne war der Schauplatz der Schlacht am Washita, in der George Armstrong Custer am 26. November 1868 mit der 7. US-Kavallerie Häuptling Black Kettle attackierte.
In den 1970er Jahren entdeckte man in Roger Mills County und in der Umgebung große Erdgas- und Öllagerstätten. Nachforschungen ergaben, dass es sich um das größte Erdgasvorkommen in den Vereinigten Staaten handelt – zwischen 1973 und 1993 förderte man ca. 230 Millionen m³ Erdgas. Des Weiteren befinden sich hier die bis heute bekannten größten Heliumquellen der Welt.
Im County liegt eine National Historic Site, die Washita Battlefield National Historic Site, die an den Angriff am Washita erinnert. Sieben Bauwerke und Stätten des Countys sind im National Register of Historic Places eingetragen (Stand 19. Mai 2018).

## Geographie
Roger Mills County liegt an der Grenze zu Texas. Der Canadian River bildet die nördliche Grenze von Roger Mills County. Der Washita River durchkreuzt den Bezirk von West nach Ost und passiert dabei die Ortschaften Cheyenne und Strong City. Nach Angaben der US-Statistikbehörde (United States Census Bureau) hat der County eine Gesamtfläche von 2.969 Quadratkilometern. Davon sind 12 Quadratkilometer (0,40 Prozent) Wasserflächen. Das County grenzt im Uhrzeigersinn an folgende Countys: Ellis County, Dewey County, Custer County, Beckham County, Wheeler County (Texas) und Hemphill County (Texas).

## Demografische Daten

Alterspyramide des Roger Mills County

Nach der Volkszählung im Jahr 2000 lebten im Roger Mills County 3.436 Menschen in 1.428 Haushalten und 988 Familien. Die Bevölkerungsdichte betrug 1 Einwohner pro Quadratkilometer. Ethnisch betrachtet setzte sich die Bevölkerung zusammen aus 91,76 Prozent Weißen, 0,29 Prozent Afroamerikanern, 5,47 Prozent amerikanischen Ureinwohnern, 0,09 Prozent Asiaten und 0,52 Prozent aus anderen ethnischen Gruppen; 1,86 Prozent stammten von zwei oder mehr Ethnien ab. 2,65 Prozent der Bevölkerung waren spanischer oder lateinamerikanischer Abstammung.
Von den 1.428 Haushalten hatten 29,4 Prozent Kinder unter 18 Jahre, die im Haushalt lebten. 58,8 Prozent waren verheiratete, zusammenlebende Paare, 6,8 Prozent waren allein erziehende Mütter. 30,8 Prozent waren keine Familien, 28,6 Prozent waren Singlehaushalte und in 16,9 Prozent der Haushalte lebten Menschen im Alter von 65 Jahren oder darüber. Die durchschnittliche Haushaltsgröße betrug 2,38 und die durchschnittliche Familiengröße betrug 2,91 Personen.
23,8 Prozent der Bevölkerung waren unter 18 Jahre alt, 6,7 Prozent zwischen 18 und 24, 24,7 Prozent zwischen 25 und 44, 26,0 Prozent zwischen 45 und 64 und 18,7 Prozent waren 65 Jahre oder älter. Das Durchschnittsalter betrug 42 Jahre. Auf 100 weibliche Personen kamen 100,5 männliche Personen. Auf 100 Frauen im Alter von 18 Jahren oder darüber kamen 96,9 Männer.
Das jährliche Durchschnittseinkommen eines Haushalts betrug 30.078 USD und das durchschnittliche Einkommen einer Familie betrug 35.921 USD. Männer hatten ein durchschnittliches Einkommen von 22.224 USD gegenüber den Frauen mit 19.821 USD. Das Prokopfeinkommen betrug 16.821 USD. 11,5 Prozent der Familien und 16,3 Prozent der Bevölkerung lebten unterhalb der Armutsgrenze.

## Orte
- Cheyenne (778 Einwohner)
- Hammon (469 Einwohner)
- Reydon (177 Einwohner)
- Strong City (42 Einwohner)